# Sketch
Lo sketch è una breve scenetta comica o comunque di contenuto leggero, interpretata da uno o più attori. Non va confuso con il monologo comico: quest'ultimo prevede una comunicazione diretta con il pubblico mentre lo sketch è ambientato in un tempo e in un luogo a parte.
Grazie alla sua brevità, lo sketch può essere utilizzato in numerose situazioni: 
- alternato con altri numeri di intrattenimento (varietà, circo, cabaret)
- come intermezzo in contesti anche seri (talk show, conferenze, concerti)
- unito con altri sketch a formare uno spettacolo, un programma televisivo o un film.

La sequenza di soli sketch, proprio per la loro natura autoconclusiva, ben si adatta al mezzo televisivo per catturare lo spettatore che generalmente entra a programma già iniziato. Nel cinema e nel teatro invece si scontra con la durata media dell'attenzione dello spettatore, che in mancanza di una trama generale si aggira sui 50 minuti (vedi E ora qualcosa di completamente diverso).